# Mysidia polyhymnia
Mysidia polyhymnia är en insektsart som beskrevs av Broomfield 1985. Mysidia polyhymnia ingår i släktet Mysidia och familjen Derbidae. Inga underarter finns listade i Catalogue of Life.